# Chính trị Trung Quốc

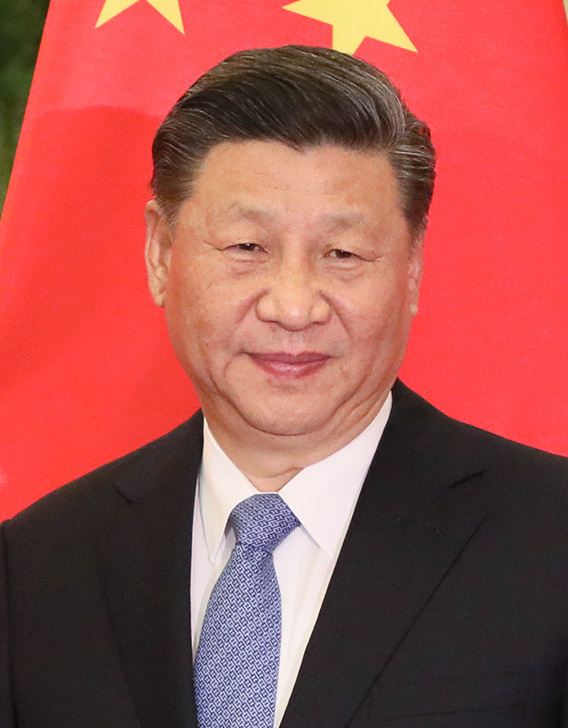
Tổng Bí thư, Chủ tịch Trung Quốc Tập Cận Bình

Chính trị Cộng hoà Nhân dân Trung Hoa diễn ra trong một khuôn khổ bán tổng thống chế xã hội chủ nghĩa với một hệ thống đơn đảng, là Đảng Cộng sản Trung Quốc. Quyền lực nhà nước tại Cộng hoà Nhân dân Trung Hoa (PRC) được thực hiện thông qua Đảng Cộng sản, Quốc vụ viện và các đại diện cấp tỉnh và địa phương. Đảng Cộng sản Trung Quốc sử dụng thông tin nội bộ để quản lý và theo dõi những bất đồng nội bộ giữa nhân dân của Cộng hòa Nhân dân Trung Hoa. Tài liệu số 9 đã được Cục Quản lý Tập-Lý lưu hành trong Đảng Cộng sản Trung Quốc vào năm 2013 để thắt chặt kiểm soát hệ thống tư tưởng ở Trung Quốc để đảm bảo sự lãnh đạo tối cao của Nhà nước Cộng sản mà không bị thách thức bởi các ảnh hưởng của phương Tây.
Theo hệ thống lãnh đạo kép, mỗi Văn phòng hoặc Văn phòng địa phương thuộc thẩm quyền chung của lãnh đạo địa phương và lãnh đạo của văn phòng, văn phòng hoặc bộ ngành tương ứng ở cấp cao hơn kế tiếp. Các thành viên của Quốc hội ở cấp hạt được dân bầu. Các Hội đồng Nhân dân cấp quận này có trách nhiệm giám sát chính quyền địa phương, và bầu các thành viên cho Tỉnh (hoặc Thành phố trong trường hợp các khu tự trị độc lập) của Quốc hội. Đại hội đồng nhân dân tỉnh lần lượt bầu các thành viên vào Quốc hội vào tháng 3 mỗi năm tại Bắc Kinh. Ban Chấp hành Đảng Cộng sản ở mỗi cấp có vai trò rất lớn trong việc lựa chọn ứng cử viên thích hợp để bầu vào Đại hội địa phương và lên cấp cao hơn.
Vị trí Chủ tịch nước là nguyên thủ quốc gia trên danh nghĩa, phục vụ với tư cách đứng đầu nghi lễ của Đại hội đại biểu Nhân dân toàn quốc. Thủ tướng Quốc vụ viện Trung Quốc là người đứng đầu chính phủ, chủ trì Quốc vụ viện bao gồm bốn Phó Tổng lý và người đứng đầu các bộ, ngành. Do là hệ thống đơn đảng, Tổng Bí thư Đảng Cộng sản Trung Quốc nắm giữ quyền lực và quyền hạn tối cao đối với nhà nước và chính phủ. Các vị trí Chủ tịch nước, Tổng Bí thư, và Chủ tịch Quân ủy Trung ương đã được trao cho một cá nhân duy nhất kể từ năm 1993, cho phép cá nhân này nắm quyền trên luật pháp và thực tế trên cả nước.
Dân số lớn của Trung Quốc, sự khổng lồ về mặt địa lý và sự đa dạng xã hội đã hạn chế nỗ lực cai trị của Bắc Kinh. Cải cách kinh tế trong những năm 1980 và sự giảm bớt quá trình ra quyết định từ chính quyền trung ương, kết hợp với sự quan tâm mạnh mẽ của các quan chức Đảng Cộng sản đối với việc làm giàu cho chính họ, đã làm cho chính quyền trung ương ngày càng khó khăn để khẳng định quyền lực của mình. Quyền lực chính trị đã trở nên ít có tính cá nhân hơn và có tính thể chế hơn so với giai đoạn 40 năm đầu của CHNDTH. Ví dụ, Đặng Tiểu Bình chưa bao giờ là Tổng Bí thư Đảng Cộng sản Trung Quốc, Chủ tịch nước, hoặc Thủ tướng Trung Quốc, nhưng là lãnh đạo của Trung Quốc trong một thập kỷ. Ngày nay, thẩm quyền của các nhà lãnh đạo Trung Quốc gắn liền với địa bàn cơ sở của họ nhiều hơn. Vụ việc của các Nhà xuất bản Missing Booksellers ở Hồng Kông đã báo động cho công chúng rằng cuộc đối đầu chính trị của các cán bộ chính trị khác nhau ở cấp cao của Đảng Cộng sản Trung Quốc vẫn là chủ đề chính của chính trị Trung Quốc.